# Јелена Волошанка
Јелена Стефановна Мушат („Волошанка“, претпоставља се рођена 1464-1466, умрла 18. јануара 1505. године), била је ћерка молдавског владара кнеза Стефана III Великог и кијевске кнегиње Евдокије Олелковне. Супруга најстаријег сина великог кнеза Московског Ивана III, кнеза Ивана Младог, у том својству - кнегиња Тверска.

## Биографија
О раним годинама Јелене Стефановне готово ништа се не зна. Године 1480, њен отац, кнез Стефан III Велики, послао је амбасадора у Москву да склопи савез са руском државом против Османлија, који су претили Молдавској кнежевини. Да би учврстила овај савез, кнегиња Јелена је морала да се уда за најстаријег сина великог кнеза Ивана III Васиљевича, кнеза Ивана Ивановича Младог, који јој је био рођак у другом колену (обоје су били праунуци великог кнеза Василија I Димитријевича). Године 1481. у Молдавију су послати руски амбасадори, који су се 1482. године вратили у Москву са кнегињом Јеленом Стефановном.
Њено венчање са кнезом Иваном Младим одржано је у јануару 1483. године. У браку, кнегиња Јелена Стефановна је родила два сина, Димитрија и Ивана (15. фебруара 1485—?). Године 1490, њен муж се разболео од „болних ногу“ и изненада умро.
Године 1483, поводом рођења свог унука Димитрија, велики кнез Иван III је желео да поклони кнегињи Јелени „сажење“ (бисерни мираз) који је припадао његовој покојној првој жени великој кнегињи Марији Борисовној. Испоставило се да је његова друга жена, велика кнегиња Софија Палеолог, дала „плантажу“ својој братаници, кнегињи Марији Андрејевној Палеолог. Разјарени велики кнез Иван III није оклевао да одузме поклон који је велика кнегиња Софија дала својој братаници, која је била удата за кнеза Василија Михаиловича Верејског, што је постало разлог за бег кнеза Василија у Литванију.
Године 1497, велики кнез Иван III је открио заверу Владимира Гусева, који је намеравао да уздигне сина великог кнеза Ивана III, кнеза Василија Ивановича на руски престо. Четвртог фебруара следеће године, син кнегиње Јелене Стефановне, кнез Димитрије Иванович, проглашен је за наследника.
Као мајка новог наследника, кнегиња Јелена Стефановна је активно учествовала у дворским интригама, Истома ју је преобратио у учења јудаиста и постала је истакнута личност у кругу јеретика на челу са Фјодором Курицином. Кнегиња Јелена се борила за власт са великом кнегињом Софијом Палеолог, која је желела да њен син кнез Василије буде проглашен за наследника. Борба на двору завршила се поразом Курициновог круга. Јеленине присталице су погубљене. Велики кнез Иван III је поништио одлуку о именовању Димитрија за наследника и 11. априла 1502. године наредио је да се снаја кнегиња Јелена и бивши наследник кнез Димитрије затворе. Кнегиња Јелена Стефановна је умрла у затвору „нужном смрћу“ (то јест, убијена је) у јануару 1505. године.
Сукоб између великог кнеза Ивана III и кнеза Стефана III око затварања кнегиње Јелене није значајно утицао на руско-молдавске односе, иако је изазвао извесна трвења. Оба владара су политичке интересе стављала на прво место, тако да породична свађа није имала даљих политичких последица.

## Наслеђе
На двору кнегиње Јелене Стефановне, према С. М. Каштанову, 1495. године је створена збирка летописа која је одражавала карактеристичне особине политике групе Протвер.
У Јелениној пратњи појавио се и споменик древног руског уметничког веза – вео (тзв. Вео Јелене Волошанка), који приказује свечани излазак великог кнеза Ивана III Великог са породицом током крунисања кнеза Димитрија. У њему се, уз црквене мотиве, могу пратити и световни, комбинујући технике руске и молдавске уметности.

## Филмске инкарнације
- ТВ серија „Софија“ (2016) у режији Алексеја Андријанова, са Софијом Никичук у улози кнегиње Јелене. Кнегиња Јелена је овде представљена као главна негативка; Склопивши заверу са „јудаистима“, она отрује свог мужа.